# Johannes V. Jensen (dokumentarfilm fra 1947)
 For alternative betydninger, se Johannes V. Jensen (flertydig). (Se også artikler, som begynder med Johannes V. Jensen)
Johannes V. Jensen er en dansk portrætfilm fra 1947 instrueret af Jørgen Roos.

## Handling
Optagelser af Johannes V. Jensen, der læser sit essay Grundtanken i mit forfatterskab op, hvori han blandt andet redegør for sine biologiske synspunkter. Der er optagelser fra digterens hjem i København, sommerhuset i Tibirke og en dysse i Grib Skov.